# Działdowo (gemeente)
De gemeente Działdowo is een landgemeente in het Poolse woiwodschap Ermland-Mazurië, in powiat Działdowski.
De zetel van de gemeente is in Działdowo.
Op 30 juni 2004 telde de gemeente 9552 inwoners.

## Oppervlakte gegevens
In 2002 bedroeg de totale oppervlakte van gemeente Działdowo 272,77 km², waarvan:
- agrarisch gebied: 74%
- bossen: 17%

De gemeente beslaat 28,29% van de totale oppervlakte van de powiat.

## Demografie
Stand op 30 juni 2004:
| Omschrijving                   | Totaal | Totaal | Vrouwen | Vrouwen | Mannen | Mannen |
| ------------------------------ | ------ | ------ | ------- | ------- | ------ | ------ |
| eenheid                        | aantal | %      | aantal  | %       | aantal | %      |
| inwoners                       | 9552   | 100    | 4756    | 49,8    | 4796   | 50,2   |
| bevolkingsdichtheid (inw./km²) | 35     | 35     | 17,4    | 17,4    | 17,6   | 17,6   |

In 2002 bedroeg het gemiddelde inkomen per inwoner 1441,05 zł.

## Administratieve plaatsen (sołectwo)
Burkat, Filice, Gąsiorowo, Gnojenko, Gnojno, Grzybiny, Jankowice, Kisiny, Klęczkowo, Komorniki, Krasnołąka, Kramarzewo, Księży Dwór, Kurki, Lipówka, Malinowo, Mosznica, Myślęta, Niestoja, Petrykozy, Pierławki, Pożary, Rudolfowo, Ruszkowo, Rywociny, Sękowo, Sławkowo, Turza Wielka, Uzdowo, Wysoka, Zakrzewo.
Zonder de status sołectwo : Bursz, Drzazgi, Prusinowo, Wilamowo.

## Aangrenzende gemeenten
Dąbrówno, Działdowo, Iłowo-Osada, Kozłowo, Kuczbork-Osada, Lipowiec Kościelny, Płośnica, Rybno